# Nguyễn Thị Thanh Khoa
Thanh Khoa (tên đầy đủ là Nguyễn Thị Thanh Khoa, sinh ngày 10 tháng 10 năm 1994) là một hoa hậu, người mẫu Việt Nam, từng đạt thành tích Hoa khôi HUTECH 2019 và đại diện đầu tiên của Việt Nam đăng quang Hoa hậu Sinh viên Thế giới 2019, cô cũng từng lọt vào Top 10 cuộc thi Hoa khôi Áo dài Việt Nam 2016, Top 15 Hoa hậu Thế giới Việt Nam 2019, Top 10 Hoa hậu Hoàn vũ Việt Nam 2022.

## Tiểu sử
Thanh Khoa có tên đầy đủ là Nguyễn Thị Thanh Khoa sinh ra và lớn lên tại Thành phố Hồ Chí Minh, cô còn có tên khác là Kelly Khoa Nguyễn. Cô là một cô gái xinh đẹp và tài năng. Thanh Khoa sở hữu một gương mặt đẹp với sống mũi cao, đôi mắt đẹp và nụ cười quyến rũ. Thanh Khoa có một chiều cao lý tưởng 1m77 và cân nặng 50 kg cùng số đo 3 vòng quyến rũ 82-64-94 cm.
Cô hiện đã tốt nghiệp chương trình học ngành ngôn ngữ Anh tại Trường Đại học Công nghệ Thành phố Hồ Chí Minh.

## Sự nghiệp

### Elite Model Look Vietnam 2014
Năm 2014, Thanh Khoa tham gia 2 cuộc thi người mẫu là Elite Model Look, đạt giải Best Fashion Face và Fashion Asian Face được lọt vào Asian Top Fashion Model of the Year.

### Hoa khôi Áo dài Việt Nam 2016 - Hoa hậu Thế giới Việt Nam 2019
Năm 2016, Thanh Khoa tham gia cuộc thi Hoa khôi Áo dài Việt Nam và có mặt trong Top 10 nhưng vì lý do sức khỏe nên người đẹp đã tạm dừng cuộc thi và 3 năm sau, Thanh Khoa đã trở lại và lợi hại hơn xưa khi ghi tiếp tục ghi danh vào cuộc thi Hoa hậu Thế giới Việt Nam và đứng ở vị trí Top 15 chung cuộc.

### Hoa khôi HUTECH 2019 - Hoa hậu Sinh viên Thế giới 2019
Đầu năm 2019 Thanh Khoa xuất sắc đăng quang tại cuộc thi Hoa khôi HUTECH 2019.
Tháng 12 năm 2019, cô đại diện Việt Nam tham dự Hoa hậu Sinh viên Thế giới và là đại diện Việt Nam đầu tiên đăng quang cuộc thi này.

### Hoa hậu Hoàn vũ Việt Nam 2022
Năm 2022, Thanh Khoa tham gia cuộc thi Hoa hậu Hoàn vũ Việt Nam, đạt kết quả Top 10 chung cuộc và chiến thắng giải phụ Best Interview.

## Thành tích
- Top 10 Elite Model Look Việt Nam 2014
- Top 10 Hoa khôi Áo dài Việt Nam 2016
- Hoa khôi HUTECH 2019
- Top 15 Hoa hậu Thế giới Việt Nam 2019
- Hoa hậu Sinh viên Thế giới 2019
- Top 10 Hoa hậu Hoàn vũ Việt Nam 2022
  - Giải phụ: Best Interview